# Amancio Bolaño e Isla
Amancio Bolaño e Isla (As Ermidas, El Bollo, provincia de Orense, 19 de septiembre de 1896 – Ciudad de México, México, 21 de julio de 1971) fue un filólogo, catedrático y académico de origen español nacionalizado mexicano.

## Biografía
Realizó sus estudios de bachillerato en el Instituto de Enseñanza Secundaria Cardenal Cisneros. Cursó tres años de la carrera de Derecho en la Universidad Central de Madrid, pero optó por terminar la licenciatura en Letras en la misma universidad, fue discípulo de Ramón Menéndez Pidal, se tituló como filólogo en 1935. Iniciada la guerra civil española, viajó a México. En 1947, obtuvo un doctorado en letras por la Universidad Nacional Autónoma de México (UNAM), su tesis fue un estudio bio-bibliográfico, histórico y literario de fray Alonso de la Vera Cruz.
Ejerció la docencia impartiendo muy diversas cátedras, entre ellas latín, fonética, filología románica, literatura española medieval, literatura del Siglo de Oro, Cervantes, generación del 98, novela picaresca, lengua portuguesa y otras más. Fue profesor en el Instituto Plurilingüe de Madrid, en la Escuela Nacional de Antropología e Historia, en El Colegio de México, en la Universidad Iberoamericana, en la Universidad de las Américas de Puebla, en el Colegio Francés Morelos, en el Colegio Alemán "Alexander von Humboldt", en el Liceo Franco-Mexicano, en la Facultad de Filosofía y Letras de la UNAM, y en la Escuela Nacional Preparatoria.
Se le nombró profesor emérito de la Facultad de Filosofía y Letras de la UNAM y profesor honorario de la Universidad de Guanajuato.  Fue miembro de la Academia de Bellas Letras de Málaga y del Colegio de Licenciados y Doctores de Madrid. 
Fue miembro de número de la Academia Mexicana de la Lengua, tomó posesión de la silla XXV el 24 de octubre de 1969 con un discurso comparativo entre el Estebanillo González y El periquillo sarniento.  
Murió el 21 de julio de 1971 en la Ciudad de México.

## Obras publicadas
Fue prologuista, editor y revisor de obras literarias antiguas como El conde Lucanor, El libro del buen amor y El poema del Mío Cid.  Como escritor, su obra es pedagógica y de crítica literaria, entre sus libros se encuentran:
- Breve manual de fonética elemental.
- Manual de historia de la lengua española.
- Contribución al estudio bio-bibliográfico de fray Alonso de la Vera Cruz.
- Estudios literarios.